# Monsun (Pferd)
Monsun (* 4. März 1990; † 11. September 2012) war ein Englisches Vollblutpferd. Der Hengst wurde auf dem Gestüt Isarland bei Starnberg von Königsstuhl aus der Mosella gezogen und von Georg Baron von Ullmann auf der Badener Jährlingsauktion für 160.000 DM erworben. Er war der bedeutendste deutsche Vererber der letzten Jahrzehnte.

## Rennlaufbahn
Monsun, ein zäher Kämpfer, gewann drei Gruppe-I-Rennen (»Aral-Pokal«, 2 × »Preis von Europa«). Im »Deutschen Derby« war er Zweiter zu seinem Stallgefährten Lando, den er mehrmals mit wechselndem Erfolg traf (ein Sieg bei drei Niederlagen). Monsun gehört nach Experteneinschätzung dem möglicherweise besten Derbyjahrgang in Deutschland an. Dieser umfasst außer Lando noch Kornado, Sternkönig und Komtur. Bei seinen beiden Auslandsstart belegte er den zweiten Platz im »Prix du Conseil Municipale de Paris« (Gruppe-2, Hippodrome de Longchamp), zuvor im bedeutenden »Coronation-Cup« (Gruppe-1, Epsom, ein Rennen, das sein Sohn Shirocco 2006 gewann) wurde er auf wahrscheinlich schon unpassendem abgetrockneten Geläuf 4 ½ Lg. hinter dem Sieger Sechster (Monsun und viele seiner Nachkommen zeigten ihre besten Rennleistungen zumeist auf regendurchweichtem Geläuf).
Mit einer Statistik von 23 Starts ging er 12-mal als Sieger hervor und lief 6-mal Platzgeld ein. Seine Lebensgewinnsumme war DM 2,088,594 (heute in Euro: 1,067,881).

## Zuchtlaufbahn
Im Gestüt erwies sich Monsun als ein überragender Erfolg:
- von allen deutschen Vaterpferden stellte er bisher die meisten Sieger in Gruppe-Rennen;
- mit Manduro, Shirocco, Samum, Novellist und Schiaparelli hat er schon fünf Söhne gezeugt, die mindestens so gut sind wie er selbst als Rennpferd war. Dies ist bei dem bereits hohen Leistungsniveau von Monsun als Rennpferd schon ungewöhnlich;
- er wurde viermal Champion der deutschen Vaterpferde Championat der Vaterpferde und belegte in den letzten Jahren mit wenigen Nachkommen auch in Frankreich und Italien in dieser Wertung vordere Plätze.

Seine Nachkommen sind oft spätreif und erreichen erst fünfjährig ihren Leistungszenit, die meisten seiner besten Nachkommen sind aber auch schon in Zweijährigen-Rennen erfolgreich. Seine Söhne Shirocco (Sieger vor allem im Deutschen Derby und im Breeders’ Cup Turf, Galopper des Jahres) und das renndistanzunabhängige europäische Spitzenpferd 2007 Manduro haben die lange Zeit im Ausland belächelte deutsche Vollblutzucht ins internationale Rampenlicht geführt.
Mit der Stute Sacarina (vom Französischen und Irischen Derby-Sieger Old Vic) produzierte er die beiden Derby-Sieger Samum und Schiaparelli. Dies war das erste und bislang einzige Mal in der Geschichte des Deutschen Derbys, dass 2 „rechte Brüder“ dieses Rennen gewannen. Zudem wurde ihre rechte Schwester Salve Regina Zweite im Derby zu Next Desert und gewann mit dem Preis der Diana das deutsche Stutenderby. Monsun ist auch Vater des Spitzenstehers Le Miracle.
Alsbald wurden für Monsun-Nachkommen auf bedeutenden internationalen Vollblut-Auktionen oft Preise in Millionenhöhe erzielt.
Nachdem Monsun blind geworden war, wurde er nicht mehr so intensiv zur Zucht herangezogen wie andere internationale Spitzenhengste. Entsprechend erreichte seine Decktaxe im Jahr 2008 mit 150.000 € einen bisher einzigartigen Spitzenwert in Deutschland, zu Beginn seiner Zuchtlaufbahn betrug die Decktaxe 10.000 DM. Seine bisher besten Söhne Shirocco und Manduro wurden von Scheich Muhammad ibn Raschid Al Maktum erworben und werden auf seinen Gestüten in England und Irland als Vaterpferde eingesetzt. Im Herbst 2007 erwarb Scheich Muhammad auch den mehrfachen Gruppe-I-Sieger Schiaparelli.
2009 siegt mit Stacelita eine Tochter von Monsun im Prix de Diane auf der Rennbahn in Chantilly (Frankreich). Damit gewann erstmals eine Monsun-Tochter den bedeutendsten Stutenklassiker des Nachbarlandes und ein Klassisches Rennen in Frankreich überhaupt. Stacelita, die einige Monate später auch noch den renommierten Prix Vermeille gewann, ist zwar in Frankreich gezogen, hat aber mit Monsun und Soignee deutsche Eltern und entstammt der Familie der Schwarzgold, einer der größten Stutenfamilie der deutschen Vollblutzucht.
2013 siegte der Hengst Novellist im King George VI and Queen Elizabeth Stakes einem Gruppe I Rennen über 2.400 m. Damit ist Novellist das zweite Deutsche Pferd, das sich diesen Titel in Ascot geholt hat. Er setzte zugleich einen neuen Bahnrekord über 2:24.60. Im gleichen Jahr sollte der Hengst am Arc de Triomphe starten, doch er wurde kurz vorher krank. Seine Rennkarriere endete wenige Tage danach durch den Verkauf ins Gestüt  Shadai Corp. Ltd. nach Japan.
Nicht zuletzt die international hervorragenden Erfolge von Monsun-Nachkommen brachten Monsun im Oktober 2011 als insgesamt 218. „Chef-de-race“ die Aufnahme in das sog. New-Dosage-System ein. Er ist damit der vierte in Deutschland gezogene Hengst und nach Oleander, Ticino und Gundomar der erste seit über 50 Jahren, der in diese Klassifikation aufgenommen wurde.
Am Abend des 11. September 2012 musste Monsun wegen einer akuten, hochgradigen neurologischen Erkrankung eingeschläfert werden.